# Anders Mård
Anders Mård, född 1968 i Pedersöre i Finland, är en finlandssvensk journalist och författare, sedan 2002 bosatt i Sankt Petersburg. Mård har skrivit som korrespondent för flera nordiska tidningar, bland annat Vasabladet, Hufvudstadsbladet, Göteborgs-Posten, Dagens Industri och Talouselämä. Sedan 2011 arbetar han för Svenska Yle. Han har också skrivit flera faktaböcker om Baltikum och Ryssland, samt en roman.